# Klein muisbeertje
Het klein muisbeertje (Pelosia obtusa) is een vlinder uit de familie van de spinneruilen (Erebidae), onderfamilie beervlinders (Arctiinae). De wetenschappelijke naam van de soort is voor het eerst geldig gepubliceerd in 1852 door Herrich-Schäffer.
De vlinder heeft een voorvleugellengte van 12 tot 14 millimeter. De vleugelkleur is grijsbruin en op de vleugel bevindt zich een V-vormige rij zwarte stipjes. De soort lijkt sterk op het muisbeertje. 
De rups leeft op riet en eet naast riet ook de daarop en op dood hout voorkomende algen en (korst)mossen. Hij is te vinden van eind augustus tot juni en overwintert in een vroeg stadium. De vliegtijd is van halverwege juni tot halverwege augustus.
Deze nachtvlinder komt voor in het Palearctisch gebied, maar een exacte verspreiding is niet bekend. In Nederland en België is de soort zeldzaam.